# 法爾克尼斯山
47°03′01.9″N 9°33′52.3″E / 47.050528°N 9.564528°E

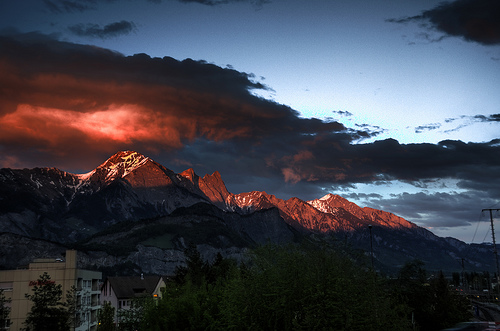

法爾克尼斯山（Falknis），是中歐的山峰，位於列支敦斯登和瑞士接壤的邊境，屬於雷蒂孔山的一部分，海拔高度2,562米，每年平均降雨量1,852毫米。